# おおひら万葉こども園
おおひら万葉こども園（おおひらまんようこどもえん）は、宮城県黒川郡大衡村にある、おおひら幼稚園とおおひら保育所の幼保連携型の認定こども園である。

## 概要
宮城県から認可を受け、就学前の子どもたちに対する保育及び教育の総合的な提供を行う施設として大衡村立大衡小学校の東隣300mほどのところに開園、民設民営である。
園児受け入れ枠は、保育園90名と幼稚園130名。入園対象児童は
- 保育園部:生後6ヶ月を超える乳児から就学前までの児童
- 幼稚園部:満3歳から就学前までの児童

大衡村内在住者には助成措置がある。

## 沿革
- 2012年（平成24年）4月 - 開園。

## 教育及び保育の目標
- 元気でのびのび明るい子ども
- 自然に親しみ、思いやりや優しさのある子ども
- 年齢に合わせた知識、創造性のある子ども

## アクセス
- 東北自動車道大衡ICから車で5分